# Александровка (Кайбицкий район)
Александровка (тат. Александровка)— посёлок в Кайбицком районе Татарстана, входит в Хозесановское сельское поселение. Расположен на левом берегу реки Кубня, в 26 км к юго-западнее от районного центра Больших Кайбиц.

## Население
Топоним произошел от антропонима «Александр».

## История
Основан не позднее середины XIX века. В дореволюционных источниках известен под названием Вторая Александровка. До 1920 входил в Старо-Тябердинскую волость Цивильского уезда Казанской губернии. С 1920 в составе Чувашской автономной области, с 1921 — Свияжского кантона ТАССР. С 14 февраля 1927 в Кайбицком, с 19 февраля 1944 в Подберезинском, с 14 мая 1956 в Кайбицком, с 1 февраля 1963 в Буинском, с 4 марта 1964 в Апастовском, с 19 апреля 1991 в Кайбицком районах.

## Население
- 1859—296
- 1897—126
- 1908—153
- 1920—90
- 1926—72
- 1938—99
- 1958—55
- 1970—44
- 1979—33
- 1989—27
- 2000—17
- 2010—9 жителей (татары).

Основное занятие населения — пчеловодство.